# فلاتكو تشانشار
فلاتكو تشانشار (بالسلوفينية: Vlatko Čančar)‏ مواليد 10 أبريل 1997 في كوبر، هو لاعب كرة سلة سلوفيني. بدأ مسيرته الاحترافية في سنة 2014. يحمل الرقم 31. لعب مع نادي أوليمبيا لكرة السلة في الدوري السلوفيني لكرة السلة ونادي ميغا لكرة السلة في الدوري الصربي لكرة السلة.

## روابط خارجية
- فلاتكو تشانشار على موقع الاتحاد الدولي لكرة السلة (الإنجليزية)
- فلاتكو تشانشار على موقع إن بي أي (الإنجليزية)
- فلاتكو تشانشار على موقع سبورتس رفرنس (الإنجليزية)
- فلاتكو تشانشار على موقع الدوري الإسباني لكرة السلة (الإسبانية)
- فلاتكو تشانشار على موقع كرة السلة الأوروبية.كوم (الإنجليزية)
- فلاتكو تشانشار على موقع إي إس بي إن.كوم (الإنجليزية)
- فلاتكو تشانشار على موقع ريلجم (الإنجليزية)
- فلاتكو تشانشار على موقع بروبوليرز (الإنجليزية)
- فلاتكو تشانشار على موقع سبورتس رفرنس (الإنجليزية)
- فلاتكو تشانشار على موقع سبورتس رفرنس (الإنجليزية)